# 善人たちの夜
『善人たちの夜』（ぜんにんたちのよる）は、1982年にテレビ朝日系「土曜ワイド劇場」で放送されたテレビドラマ。主演は田中裕子。

## キャスト
- 森井みどり - 田中裕子
- 大羽弥太郎（大羽家の跡取り息子） - 風間杜夫
- 杉野万紀（みどりの友人） - 服部まこ
- 大羽弥助（弥太郎の叔父） - 高原駿雄
- 大羽富美（弥太郎の叔母） - 本山可久子
- 大羽弥生（弥太郎の大叔母） - 南美江
- 大河原一平（医者） - 下條正巳
- 早川修三（弥太郎の先輩・みどりの恋人） - 森本レオ
- 大羽弥左衛門（西伊豆の旧家・大羽家当主） - 山形勲

## スタッフ
- 原作 - 天藤真『善人たちの夜』
- 脚本 - 吉田剛
- 監督 - 井上芳夫
- 音楽 - 福井峻
- プロデューサー - 稲垣健司、江夏浩一
- 制作 - テレビ朝日、松竹